# Pholcus nagasakiensis
Espèce
Pholcus nagasakiensis est une espèce d'araignées aranéomorphes de la famille des Pholcidae.

## Distribution
Cette espèce est endémique du Japon. Elle se rencontre sur Kyūshū et dans l'archipel Nansei.

## Description

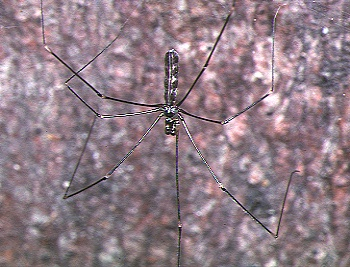
Pholcus nagasakiensis ♂

La femelle stntype mesure 7,5 mm
Le mâle décrit par Huber en 2011 mesure 7,3 mm.

## Systématique et taxinomie
Cette espèce a été décrite par Strand en 1918.

## Étymologie
Son nom d'espèce, composé de nagasaki et du suffixe latin -ensis, « qui vit dans, qui habite », lui a été donné en référence au lieu de sa découverte, Nagasaki.

## Publication originale
- Strand, 1918 : « Zur Kenntnis japanischer Spinnen, I und II. » Archiv für Naturgeschichte, sér. A, vol. 82, no 11, p. 73-113 (texte intégral).